# Años 1020
Los años 1020 o década del 1020 empezó el 1 de enero del 1020 y finalizó el 31 de diciembre del 1029.

## Acontecimientos
- Galicia - (1028-1037) - Rebelión gallega contra Bermudo III de León de los condes Oveco Díaz y Rodrigo Romáriz.
- Juan XIX sucede a Benedicto VIII como papa en el año 1024.
- Convocada la asamblea de Paz y Tregua de Dios en los condados catalanes en el año 1027.
- Batalla de Boknafjorden

## Personas destacadas
- Datos: Q81201
- Multimedia: 1020s / Q81201